# Teodor Peterson
Teodor Peterson (n. 1 mai 1988, Umeå, Comitatul Västerbotten, Suedia) este un schior de fond suedez, medaliat olimpic. A participat la 2 ediții ale Jocurilor Olimpice (2010, 2014) în care a câștigat o medalie de argint și o medalie de bronz.